# Zule Zoo

Hai thành viên Ibrahim và Mike

Zule Zoo là một bộ đôi âm nhạc người Nigeria được thành lập vào cuối thập niên 1990 gồm hai thành viên là Michael Aboh và Al-Hassan Ibrahim, cả hai đều đến từ bang Benue. Bộ đôi nổi tiếng với sự kết hợp của nhiều thể loại âm nhạc khác nhau như giai điệu truyền thống của Nigeria, hip-hop và reggae.
Bộ đôi được biết đến sau thành công của bài hát "Kerewa", dù nó gây nên nhiều tranh cãi. Bài hát Ủy ban Phát thanh Truyền hình Nigeria (NBC) cấm vì nội dung tục tĩu. Zule Zoo là một trong những nhóm nhạc hàng đầu ở Nigeria vào đầu thập niên 2000 với những điệu nhảy độc đáo. Bộ đôi từng biểu diễn tại Headies 2018.

## Tan rã
Bộ đôi tan rã vào năm 2008, sau khi Aboh phát hành album solo mang tên "E dey pain me". Kể từ đó, họ không còn tiếp tục hoạt động âm nhạc.

## Qua đời
Năm 2022, Aboh qua đời sau khi gục ngã trong phòng tắm khi đang tắm.